# فحم حيوي

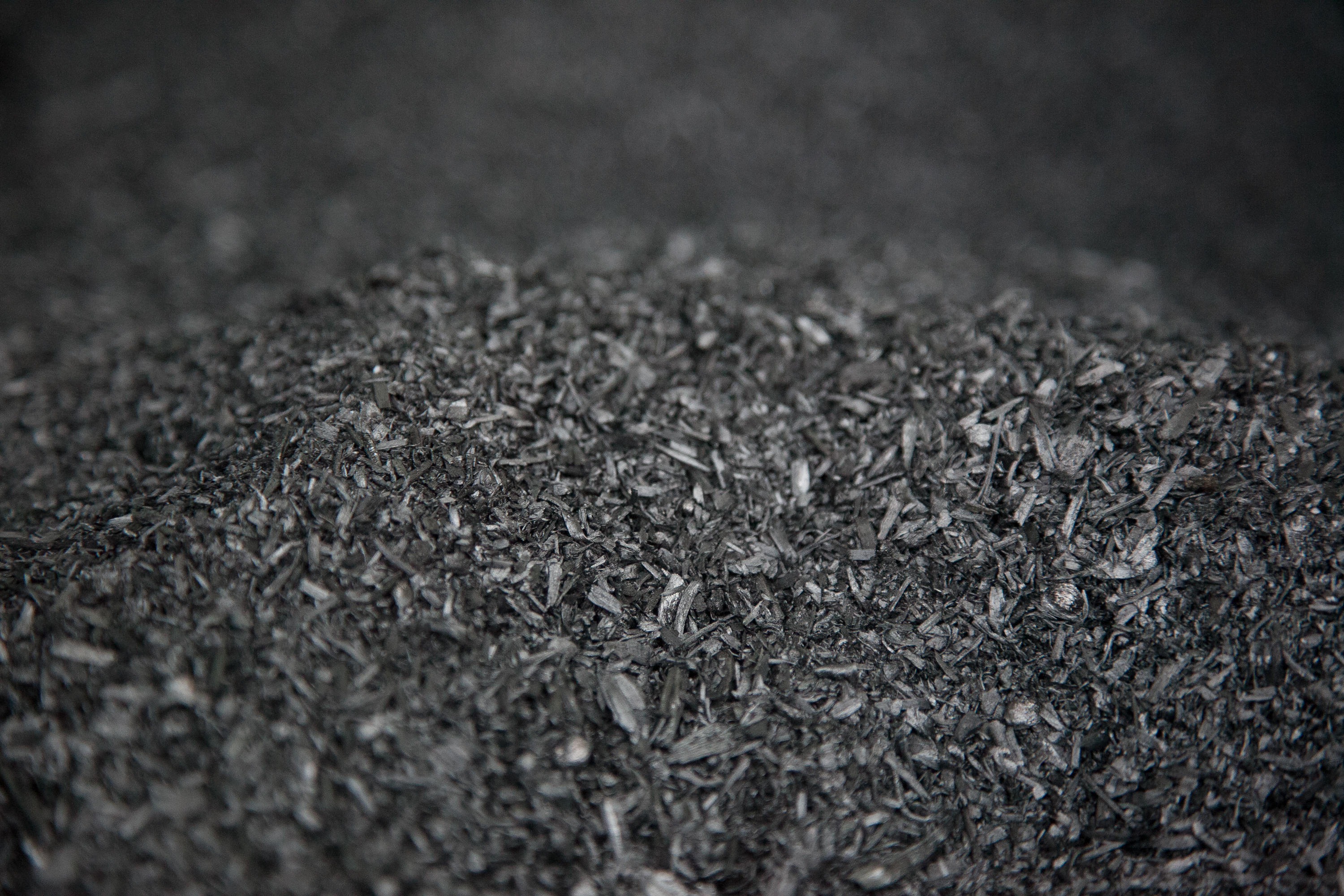

الفحم الحيوي هو عنصر يُضاف للتربة ليجعلها أغنى وأكثر خصوبة. يتم إنتاج الفحم الحيوي من الأغصان وبقايا الخشب من خلال التحلل الحراري (أي التعرّض لحرارة عالية من دون هواء). الفحم الحيوي يمكنه تخزين الكربون إذن لديه القدرة على تخفيف تغيّر المناخ. إضافةً إلى ذلك، يمكن للفحم الحيوي زيادة خصوبة الأرض والأتربة الحمضيّة مما يزيد الإنتاج الزراعي ويحمي من الأمراض الزراعية خصوصًا الآتية من التربة، الفحم الحيوي ثابت أكتر من الخشب ويمكنه المحافظة على هيئته لآلاف السنين.

## تاريخه
يعود الفحم الحيوي إلى أميركا الجنوبيّة حيث استعمله بعض سكّان الأمازون لزيادة خصوبة الأرض، لقّب المستعمرون الأوروبيّون هذه الأرض ب«الأرض الجميلة» أو تيرا بريتا. يُقال أن اكتشافه كان صدفة حيث لاحظ السكان الأصليّين ان موقع صناعة الفحم من الخشب (لتخفيف وزنه من أجل النقل) أصبح أرضًا خصبة.

## مشكلة تسويقه
تسويق صناعة الفحم الحيوي لتصبح عمليّة عالميّة أمر مثير للجدل لأنه قد يُشجّع الحطابين على استعمال حطب الأشجار بدل الأغصان فقط لصناعة الفحم الحيوي ممّا يخفّف الغطاء الأخضر على الكوكب.